# 飴屋法水
飴屋 法水（あめや のりみず、1961年3月22日 - ）は、日本の現代美術家、演出家、劇作家、アートパフォーマーである。動物商であったこともあり、Twitterのプロフィールには、自分の職業がわからないとも書いている。

## 来歴
山梨県甲府市生まれ。神奈川県育ち。神奈川県立小田原高等学校卒。高校の演劇部在籍中は安部公房、唐十郎の戯曲を演出。1978年（17歳）唐十郎の「状況劇場（紅テント）」に参加、5年間、音響を担当。1983年に独立し「東京グランギニョル」を旗揚げ。当時庭師であった嶋田久作やバイト先の同僚、ミュージシャンのコシミハルなど演劇未経験者を起用しながら、発語と音楽、物と身体を等価にあつかうような、その「残酷劇」は、当時の小劇場の中でも異質な存在として注目されるも、4作品で解散。
1987年、大崎の廃工場にアトリエを構え、美術家三上晴子との共同企画により30トンあまりの鉄とコンクリートの中で上演。その後、新たに結成したM.M.Mの「スキン/SKIN」シリーズでは、メンバー自作の台詞を喋るマシンを俳優とした。またこの頃から廃ビルのトイレで暮らし始める。
1990年以降、レントゲン藝術研究所のディレクター池内務の招きもあり、活動を現代美術の場へと移行。テクノクラート名義により、人工的な生命と生活をテーマとした「ダッチライフ/Duch Life」シリーズを発表。延命治療医中の昭和天皇を思わせるロボット、HIV感染者の血液の展示、化学薬品のみで調合した食品、貨幣に付着した雑菌の繁殖、輸血や同居者交換の募集、展示鑑賞時の視力設定など、いずれも販売可能な美術品ではないため、後に飴屋は、結局どれも演劇/上演であった、と述べている。
当時、デビューまもない村上隆、会田誠、ヤノベケンジ、小沢剛、批評家の椹木野衣らが、レントゲン芸術研究所を拠点として生み出した現代美術の流れに参画したが、前述の理由で、飴屋は自らを美術家と名乗ることは躊躇しており、1995年、ヴェネツィア・ビエンナーレに、冷凍保存した精液（遺伝子）を使って人工授精の希望者を募る「パブリックザーメン/公衆精子」にて参加するも、帰国後、ギャラリーでの発表を止める。
同年、異種の生き物と「同居」したい人への斡旋、ミミズや寄生虫などあらゆる生き物を等価に売買対象とする目的で、アニマルストア「動物堂」を東京東中野に開店。動物商を名乗る。「動物堂」は後にフクロウに専門化した「OwlRoom」に発展、異種が同居するうえで、「狼少女」のような別種刷り込みの可能性を考察し始める。
1999年、椹木野衣の企画した「日本ゼロ年」展に参加するも、参加契約書の掲示と、参加作家や来場者に、日本の戦後、高度成長期に刷り込まれたことを問うアンケートをしたのみ。その後、茨城県の水道もゴミの収集もない場所に移住し、別種刷り込みによって人間に発情するフクロウと暮らし始めるが、そのフクロウの死と、自らの父親の死を経て、2004年、東京での活動に戻る。
2005年、「バ  ング  ント」展にて、全く光の入らない180cm四方の白い箱に、わずかの水と食料を持ち込み、24日間こもり続ける。2006年、大友良英が手掛けた「幽閉者 テロリスト」のサウンドトラックに画鋲をこする音で参加。以後、大友良英の多くのライブに「物音」担当として参加するようになる。この年、1児をもうける。
2007年、飴屋の演劇への復帰を望む宮城聰の企画で、平田オリザの戯曲「転校生」を演出。「転生」をテーマに静岡在住の女子高生18名と老婦人を起用。その「転校生」が2009年のフェスティバルトーキョーに招聘されたのを機に、本格的に演劇活動に復帰。日本に移住した外国人を起用した「サイコシス」、グラウンドの穴や廃屋を舞台にした「わたしのすがた」、夢の島における野外劇「じ め ん」など、4回連続でフェスティバルトーキョーに参加。
2008年、山川冬樹と共作した「原宿パフォーマンスプラス」を機に「吾妻橋ダンスクロッシング」「エクスポナイト」などジャンル横断的なイベントに多く参加。大分など地方の芸術祭への参加、商業演劇的な舞台の演出も手掛ける一方、作家朝吹真理子、山下澄人、本谷有希子らとの共同作業、いわき総合高校の生徒と校庭で上演した「ブルーシート」、家族3人での上演「教室」など、活動は多岐に。2014年「ブルーシート」で第58回岸田國士戯曲賞受賞。2018年『彼の娘』で第31回三島由紀夫賞候補。
また、パフォーマーとしてライブに参加することも多く、大友良英、テニスコーツ、七尾旅人、小山田圭吾、ECD、MARK、青葉市子、空間現代など、世代を超えた多くのミュージシャンと共演。
娘のくるみは、2014年から2016年までまゆたん（ex.マサ子さん）と郷拓郎（detune.）がプロデュースするガールズ・ポップ・ユニット「たんきゅんデモクラシー」で活動していた。

## 上演・展示・参加作品
- 1977 阿部公房「城塞」演出
- 1978 唐十郎「ユニコン物語」演出
- 1978 状況劇場に研究生として入団

### 1980年代
- 1984 東京グランギニョル「マーキュロ」演出 （アートシアター新宿）

- 1985 東京グランギニョル「マーキュロ」再演 （アートシアター新宿）
- 1985 東京グランギニョル「帝都物語/ガラチア」演出（原作：荒俣宏/アートシアター新宿）
- 1985 東京グランギニョル「ライチ・光クラブ」演出（下北沢東演パラータ）
- 1986 東京グランギニョル「ライチ・光クラブ」再演（都立家政スーパーロフトKINDO）
- 1986 東京グランギニョル「ワルプルギス」作・演出（大塚ジェルスホール）
- 1987 エキジビジョン「有機室」 三上晴子とのコラボレーション（西武百貨店池袋本店）
- 1987 三上晴子×飴屋法水共同企画「バリカーデ」演出（大崎高周波鋼業跡）
- 1988 YBO2解散ライブ参加（インクスティック芝浦）
- 1988 MMM「スキン/デパートミックス」演出（渋谷パルコ SPACE PART3）
- 1989 MMM「スキン/バッファローミックス」演出（再演では嶋田久作役をマシンに変更/近鉄アート館）
- 1989 MMM「スキン/246ミックス」演出（青山246club）

- 1989 MMM「スキン/パウワウダブ」演出（青山スパイラルホール）

### 1990年代
- 1990 テクノクラート個展「WAR BAR」（青山246Club）
- 1990 「人はパンのみにて生きるにあらず」映像（青山スパイラルホール）
- 1991 近藤等則ライブ 参加（青山スパイラルホール）
- 1991 小竹信節演出「ムュンヒハウゼン男爵の大冒険」参加（共演：コシミハル/青山スパイラルホール）
- 1991 ICC電話網の中の見えないミュージアム展にて「ジャパニーズ・ソング」音声作品

- 1991 音声作品「CFTV」「電気ママ」（ライズシステムによるQ2サービス）

- 1992 横山サケビ×PBC「Psychotoronic Driving」装置提供（インクスティック鈴江ファクトリー）
- 1992 黄色舞伎団公演「犬機械」舞台美術（東京国際演劇祭）
- 1992 テクノクラート「コロニーインザシティ」（ICC出版「Inter Communication」誌上発表）

- 1992 DJライブ「私はかわいいアライグマ」（共演：横山サケビ/DJバー インクスティック渋谷）

- 1992 テクノクラート個展「ダッチライフvol.1/コンタミネイテッド」（レントゲン藝術研究所）
- 1993 村上隆2月1日祭にて テクノクラート 「私もかわいいアライグマ」映像作品（原宿マラリアアートショウ）
- 1993 テクノクラート個展 「ダッチライフvol.2/ジャンキー・フード」（原宿マラリアアートショウ）
- 1993 「ダッチライフvol.3/ドナドナ(DONER-DONER)」演出（出演：コシミハル、嶋田久作、他/吉祥寺バウスシアター）
- 1993 テクノクラート「ヒューマン・ジュース」（福居ショウジン監督「ピノキオ√964」上映にて/レントゲン藝術研究所）

- 1993 テクノクラート個展「ダッチライフvol.4 カミング・アウト」（レントゲン藝術研究所）
- 1994 テクノクラート 輸血と刺青のパフォーマンス（共演︰国広美香/展示提供：山塚アイ）
- 1994 「人間の条件」展にて テクノクラート「ダッチライフvol.5 セックス・アパルトヘイト」（青山スパイラルホール）
- 1994 テクノクラート「イッツ・ア・スモールワールド」（ペヨトル工房「銀星倶楽部」誌上発表）

- 1994 アウトオブバウンズ展にて「ダッチライフvol.6/メガネドラッグ」テクノクラート（ベネッセアートサイト直島）
- 1994 横山サケビ企画「Psychotoronic Driving2 Tune」テクノクラート×ママ（増田セバスチャン）（川崎クラブチッタ）
- 1995 椹木野衣キューレーション「909・アノーマリー2」展にて テクノクラート「ダッチライフvol.7 パブリック・ザーメン/公衆精子」展示（レントゲン藝術研究所）
- 1995 トランスカルチャー展にて「パブリック・ザーメン/公衆精子」展示（ヴェネツィアビエンナーレ）
- 1995 アニマルストア「動物堂」開店（共同経営：国広美香）
- 1995 第三エロチカ公演「東京トラウマ」舞台美術（演出：川村毅/東京芸術劇場）
- 1996 「丸いジャングル」展示（高嶺格ら参加/メキシコシティでのパフォーマンスフェスティバル）

- 1996 「LIFE/ART/TECHNOLOGY-生物/いのち/ART」展にて「ハンドインハンド」展示（大崎O美術館）
- 1998 安田雅弘演出「ゼウスガーデン衰亡史」美術・音響（原作：小林恭二/増上寺境内）
- 1999 中嶋陽典演出「死の棘1999」出演（原作：島尾敏雄/共演：新国立劇場）
- 1999 椹木野衣キューレーション「日本ゼロ年」展にて「契約公開」展示（水戸芸術館）

### 2000年代
- 2005 個展「バ　　ング　　ント」展（音楽：大友良英/テキスト：椹木野衣/六本木P-House）
- 2006 ロマンチカ公演「PORN」選曲・音響（演出：林巻子/出演：横町慶子、他/天王洲スフィアメックス）

- 2006 Pre Birthday DJ Party 「独身」（ゲスト：高木完、ヲダマサノリ、手塚眞、他/渋谷LUSH）

- 2006 大友良英「幽閉者ライブ」参加（東京芸術大学千住キャンパス）
- 2007 塚本晋也演出「哀しい予感」選曲・音響（原作：よしもとばなな/出演：市川実日子、加瀬亮、他/本多劇場、他）
- 2007 大友良英「幽閉者ライブ」参加（アサヒ・アートスクエア）
- 2007 SPAC秋のシーズン2007 平田オリザ「転校生」演出 （企画：宮城聰/静岡県舞台芸術センター）
- 2008 大友良英+高嶺格「orchestrs 」オープニングライブ参加（山口情報芸術センター）
- 2008 新転位・21公演「シャケと軍手」出演（演出：山崎哲/共演：石川真希、佐野史郎、他/中野光座）
- 2008 HARAJUKU PERFORMANCE+「山川冬樹×飴屋法水」演出・出演（衣装：高橋盾/共演：嶋田久作・ラヴィエル拓海/ラフォーレ原宿）
- 2009 二十一世紀塾「スポンテイニアスなるものへ/東谷隆司×山川冬樹×飴屋法水」（金沢21世紀美術館）

- 2009 フェスティバルトーキョー09春「転校生」再演（静岡県舞台芸術センター/東京芸術劇場）
- 2009 大友良英3DAYS“5つのトリオ”「大友良英×吉増剛造×飴屋法水」（新宿ピット・イン）
- 2009 大友良英「幽閉者ライブ」オランダ・フランスツアー参加

- 2009 ヘッズ＋ヒアホンプレゼンツ楽しい音楽第1回「中原昌也×東野祥子×飴屋法水」/渋谷O-nest）

- 2009 「３人いる！」12バージョン演出（作：多田淳之介//原宿リトルモア地下）
- 2009 Sachiko M展クロージングライブ「最後の祭りにつきあって欲しい人達」参加（浅草橋parabolica-bis）
- 2009 吾妻橋ダンスクロッシング2009「顔に味噌」作・演出（アサヒ・アートスクエア）

- 2009 フェスティバルトーキョー09秋「4.48サイコシス」演出（作：サラ・ケイン/池袋あうるすぽっと）
- 2009 黒田育世×山川冬樹×飴屋法水たち（フェスティバルトーキョー/池袋西口公園）

### 2010年代
- 2010 黒田育世ダンスソロ「ソコバケツノソコ」演出・出演（SePT独舞20/シアタートラム）
- 2010 TPAM2010「顔に味噌」再演 （東京芸術劇場）

- 2010 エクス・ポナイト「空間現代×飴屋法水/小島信夫の馬より」（渋谷O-nest）
- 2010 ウィスット・ポンニミット×内橋和久×飴屋法水ライブ「猿と石」(原宿VACANT）

- 2010 大友良英ライブ「ダブルオーケストラ」指揮者として参加（アサヒアートスクエア）

- 2010 吾妻橋ダンスクロッシング2010「つるとんたん」作・演出（アサヒアートスクエア）

- 2010 BUN666×飴屋法水 （DJぷりぷり企画/浅草橋ルーサイトギャラリー）
- 2010 BLANK MUSEUM「小島信夫の馬より」演出 (原美術館）

- 2010 フェスティバルトーキョー10「わたしのすがた」演出（西巣鴨周辺の4会場）
- 2010 大友良英ライブ「武満徹トリビュート」参加（オーチャードホール）
- 2011 大友良英ライブ「ONE DAY ENSEMBLES」参加（本郷中央教会）

- 2011 空間現代×ECD×飴屋法水ライブ「右の石田さんと左の石田さん」（六本木SuperDeluxe）
- 2011 大友良英×飴屋法水（大友良英ライブアンサンブル3デイズ/新宿ピット・イン）
- 2011 石田えり企画「おもいのまま」演出（出演：石田えり、佐野史郎、山中崇、音尾拓馬/池袋あうるすぽっと）
- 2011 蓮沼執太企画 Music Today「飴屋法水×小山田圭吾によるコーネリアスカバーバンド/アポロ11号とみずうみ」（共演︰小山田米呂、松村アミ、ウルリケクラウトハイム、カンノケント/アサヒアートスクエア）

- 2011 フィスティバルトーキョー11「じ　め　ん」作・演出・出演（共演：小山田米呂、ロメオカステルッチ/夢の島公園多目的コロシアム）
- 2011 大谷能生×飴屋法水 朗読パフォーマンス「ぽつぽつぽつ」（浅草橋parabolica-bis）
- 2012 花代×飴屋法水「2人展」展示と路上パフォーマンス（浅草橋ギャラリールルー)

- 2012 七尾旅人×飴屋法水「百人組手/日本最高峰即興演芸衝撃的再興乃序曲」（赤坂BLITZ）
- 2012 大友良英×テニスコーツ×飴屋法水 （大友良英3デイズ「見えない境界、見える境界」/新宿ピット・イン）
- 2012 青柳いづみ企画「マームと誰かさん」出演（演出：藤田貴大/共演：CUNTUS、他/清澄白河snac）
- 2012 水と土の芸術祭 「大友良英×飴屋法水/Smile」展示（新潟県新潟市万代島旧水揚げ場）
- 2012 WOSK presents vol12 「core of bells×小林耕平×飴屋法水」（六本木SuperDeluxe）
- 2012 渋谷慶一郎「ジョン・ケージ生誕100年記念コンサートOne(X)Cage→Today」参加（愛知芸術文化センター）

- 2012 国東アートプロジェクト2012「いりくちでくち」演出・出演（ テキスト：朝吹真理子/大分県国東半島）
- 2013 「ブルーシート」作・演出（いわき総合高校表現系列第10期生アトリエ公演/いわき総合高校グラウンド）

- 2013 吾妻橋ダンスクロッシング2013 「青柳いづみ×飴屋法水/キッチンタイマー」作・演出・出演（共演︰サム・コーリー/アサヒアートスクエア）
- 2013 エクス・エクス・ポ・ナイト「MARK×飴屋法水」 演出・出演（渋谷O-nest）
- 2013 児童劇「教室」作・演出・出演 （共演：コロスケ、くるみ/タクトフェスティバル/大阪阿倍野LOXODONTA BLACK）

- 2013 吾妻橋ダンスクロッシングファイナル 「黒田育世×飴屋法水/散歩しよう」演出・出演（音楽：嶺川貴子、ダスティン・ウォン/アサヒアートスクエア）
- 2013 Sound Live Tokyo 2013 「工藤冬里×飴屋法水」（東京文化会館）
- 2013 「テニスコーツの東北じ〜んじ〜んツアー」テニスコーツ×飴屋法水×いわき総合高校の生徒たち （いわきburrows）
- 2013 寺山修司「ノック」展にてソロパフォーマンス「302号室より」（青山ワタリウム美術館）

- 2013 スガダイロー五夜公演「瞬か」スガダイロー×飴屋法水（池袋あうるすぽっと）
- 2013 「ka na ta のショー」演出（共演：コシミハル、山川冬樹、松井みどり、木下美沙都、テニスコーツ、他/新宿三丁目どん底）
- 2013 青葉市子(0%)LIVE TOUR 2013「青葉市子×飴屋法水」(渋谷WWW）

- 2013 エクス・エクス・ポナイト!「吉増剛造×飴屋法水（×志賀理江子）」（渋谷O-nest）
- 2014 生西康典演出「山崎阿弥朗読劇/あわいの静まり」出演 （下北沢LADY JANE）

- 2014 CANTUSライブ「光のからだvol.3 雪が降る。声が降る。」演出・出演（共演：斎藤陽道、くるみ/下北沢富士見丘教会）
- 2014 岸田戯曲賞授賞式にて「ブルーシート」再演（上演後、正賞の時計は帰宅制限区域富岡町に設置、副賞の賞金はいわき総合高校に寄贈）
- 2014 テニスコーツライブ「１ウイークテニス」全日参加（共演：梅田哲也、立花ハジメ、他/六本木SuperDeluxe）
- 2014 児童劇「教室」再演（清澄白河snac）
- 2014 椹木野衣×飴屋法水「グランギニョル未来」演出・出演（作：椹木野衣/出演：山川冬樹、秩父前衛派）
- 2014 藤田貴大演出「小指の思い出」出演（作：野田秀樹/池袋芸術劇場プレイハウス）
- 2014 国東アートプロジェクト2014「いりくちでくち」再演（出演：双国高校の生徒と卒業生、吉武蓮太郎）
- 2015 リーディング公演「自作自演」江本順子×飴屋法水（東京芸術劇場シアターウエスト）
- 2015 「Don't Follow the Wind 」展 グランギニョル未来「デミオ福島501」にて参加（福島県帰宅困難区域内展示/展示継続中）[3]
- 2015 「コルバトントリ、」作・演出・出演（原作・出演：山下澄人/共演：青柳いづみ、安藤真理、郷拓郎、グルパリ/清澄白河SNAC）
- 2015 マームとジプシー「Cocoon」出演（作・演出：藤田貴大/原作：今日マチ子/音楽：原田郁子/東京芸術劇場シアターイースト、他）
- 2015 グランギニョル未来・音声上演「ガマの中の帰宅困難区域」(共演：山川冬樹/ワタリウム美術館）
- 2015 生西康典×山口小夜子「未来を着る人」映像出演（東京都現代美術館）
- 2015 フェスティバルトーキョー15「ブルーシート」再演（豊島区旧第十中学校）
- 2016 「彼の娘」連載開始（別冊文藝春秋）
- 2016 青葉市子ライブ「ユキノコロニヰ」出演（共演：青柳いづみ/早稲田教会）
- 2016 官能教育第９回 三浦直之「この町にはあまり行くところがない」出演（原作：山本直樹/共演︰大庭みなみ/西麻布新世界）
- 2016 吉増剛造「声ノマ」展 参加（国立近代美術館）
- 2016 本谷有希子×飴屋法水「　　」演出・出演（作：本谷有希子/共演：くるみ、セバスチャンブロイ/原宿VACANT
- 2016 グランギニョル未来「ガマの中の帰宅困難区域」再演（種差デコンタ・赤城修司展にて/八戸市立美術館）
- 2016 KENPOKU ART 2016 茨城県北芸術祭「何処からの手紙」
- 2016 串田和美演出「メトロポリス」出演（共演：松たか子、森山未來/シアターコクーン）
- 2017 DOMMUNE企画 「クワイエットビレッジ」にてソロパフォーマンス「銃」（庭園美術館）
- 2017 SCOOL１周年記念イベントにてソロパフォーマンス「銃」（三鷹SCOOL）
- 2017 「彼の娘」出版（三島賞ノミネート）
- 2017 山下澄人×飴屋法水「を待ちながら」演出・出演（作：山下澄人/音楽：宇波拓/共演：山下澄人、荻田忠利、佐久間麻由、くるみ）
- 2017 児童劇「教室」ドイツ・デュッセルドルフ公演（FFTデュッセルドルフ)
- 2017 児童劇「教室」、ソロパフォーマンス「銃」フランス・メッス公演（ポンピドゥーメッス）
- 2018 企画展「ビルディング・ロマンス」参加（豊田市美術館）
- 2018 空間現代×飴屋法水 朗読ライブ「馬」（原作：小島信夫/共演：西島亜紀）
- 2018 山縣太一演出「三月の５日間」出演（作：岡田利規/ベルリンセミナーハウス）
- 2018 「スワン666」作・演出・出演（共演：山縣太一、MARK、小田尚稔/音楽：中原昌也）
- 2018 「ブルーシート」リーディング公演（パリ市立劇場）
- 2018 範宙遊泳「禁じられたた遊び」出演（作・演出：山本卓卓/吉祥寺シアター）
- 2019 グルパリライブ「FOR GLASS, METAL, PLASTICS」出演（共演：鈴木健太、立川貴一、恥骨ちゃん、Ralph spieler）
- 2019 「ブルーシート」リーディング公演（ナンシー）
- 2019 TOKYO2021 慰霊のエンジニアリング un-real engine「　ニシ　　ポイ　　」展示(企画:黒瀬陽平／テキスト:椹木野衣(サ　ラギノ　)／戸田建設本社ビル)

## 映画・映像出演
- 1985 「野ばら」 越美晴PV（監督・撮影：久留幸子）
- 1994 「江戸川乱歩劇場 押繪と旅する男」（監督：川島透）
- 1994 「CONFIG.SYS」（監督 : イワモトケンチと矢口史靖ほか）
- 1994 「ファーイーストベイビーズ」（監督：安田潤司）
- 1996 「ラバーズ・ラヴァー」（監督：福居ショウジン）
- 2014 「誘惑として、」（監督：与那覇政之）
- 2015 「合葬」（脚本：渡辺あや/監督：小林達夫/原作：杉浦日向子）
- 2015 「サロメの娘」（監督：七里圭/共演：黒田育世、他）
- 2018 「ロープウエイ」ceroPV (監督・撮影：中原達彦）

## ドラマ
- 風のふく島 第9話（2025年3月8日、テレビ東京） - 箱田教授 役[4]

## 著作・掲載出版物など
- 1989「MMM Special」（自主制作カセットブック）

- 1991「Skin#6 PAPER BACK スキン全記録」大橋二郎共著（演劇ぶっく社）
- 1997『君は動物（ケダモノ）と暮らせるか?』（筑摩書房）
- 1998「COMIC CUE vol.4」収録 水野純子/モモンゴの一生 (漫画原作)（イースト・プレス）
- 2007「君は珍獣（ケダモノ）と暮らせるか?」改題文庫化（文春文庫plus）
- 2008「stuffed vol.7 からす/幽霊」（BCCK）
- 2014 『ブルーシート』（白水社）
- 2015 ミルフイユ07 「想起の法則」（赤々舎）
- 2017 『彼の娘』（文藝春秋）
- 2019 「SEIKO MIKAMI」インタビュー掲載 (NTT出版）
- 2019 「ゲンロン10.5」収録 飴屋法水、弓指寛治、上田洋子/「ダイナマイト・トラベラー」の旅（株式会社ゲンロン）
- 2024 『たんぱく質』（palm books）

## 関連書籍
- 1985 『東京おとなクラブ別冊 丸尾末広ONLY・YOU』（ペヨトル工房）
- 1995 『ジ・オウム-サブカルチャーとオウム真理教』 プランク編（太田出版）

- 2001 『2-(トゥマイナス)〈01〉特集 Ameya!style 飴屋法水』（年、ステュディオパラボリカ、ISBN 4-99-008682-1）
- 2005 『美術手帖』2005年10月号「特集：バ  ング  ント展とはなんだったのか」（美術出版社、ASIN B000B8KID0）
- 2006 『ライチ☆光クラブ』 古屋兎丸（太田出版、ISBN 4778320174）
- 2007 『美術になにが起こったか 1992-2006』 椹木野衣 （国書刊行会、ISBN 4336048010）
- 2007 『なんにもないところから芸術がはじまる』 椹木野衣 （新潮社、ISBN 4104214027）

- 2007 『新しい星へ旅するために』 後藤繁雄 （リトルモア、ISBN 4898151876）
- 2008 『Post No Future/未分化のアートピア』 工藤キキ （河出書房新社、ISBN 9784309270050）
- 2008 『なにもかも二倍』 よしもとばなな （新潮社、ISBN 4101359318）
- 2008 『大友良英のJAMJAM日記（1998〜2008）』大友良英（河出書房新社、ISBN 4309270476）

- 2010 『フェスティバル/トーキョー09ドキュメント』（ISBN 4990518306）

- 2011 『フェスティバル/トーキョー 10 ドキュメント』（ISBN 4990518322）
- 2010『新潮』2010年7月号「［対話］なんか知りたい、この世の秘密を/よしもとばなな＋飴屋法水」（年、新潮社、JANコード: 4910049010709）
- 『新潮』2011年1月号「往復書簡/岡田利規＋飴屋法水 無神論者による神さまに向けたパフォーマンス」（新潮社、JANコード: 4910049010112）
- 2012 『批評時空間』佐々木敦（新潮社）